# Use Me (PVRIS)
Use Me è il terzo album in studio del gruppo rock statunitense PVRIS, pubblicato il 28 agosto 2020.
Si tratta dell'ultimo album registrato col chitarrista Alex Babinski, allontanato due giorni prima del lancio dell'album in seguito ad accuse di molestia sessuale.

## Tracce
1. Gimme a Minute – 3:28
2. Dead Weight – 3:27
3. Stay Gold – 4:00
4. Good to Be Alive – 3:17
5. Death of Me – 3:31
6. Hallucinations – 3:43
7. Old Wounds – 4:55
8. Loveless – 3:49
9. January Rain – 3:31
10. Use Me (feat. 070 Shake) – 3:23
11. Wish You Well – 3:37

## Formazione
- Lyndsey Gunnulfsen – voce, chitarra, batteria, percussioni, piano, organo, programmazioni
- Alex Babinski – chitarra
- Brian MacDonald Jr. – basso